# Unskinny Bop
Unskinny Bop è un singolo del gruppo musicale statunitense Poison, il primo estratto dal loro terzo album in studio Flesh & Blood nel 1990.
Il brano raggiunse il terzo posto della Billboard Hot 100 e la quinta posizione della Mainstream Rock Songs. Si posizionò inoltre al terzo posto della classifica canadese, al settimo di quella australiana e al quindicesimo di quella britannica. Fu quindi il secondo maggiore successo del gruppo dopo Every Rose Has Its Thorn.

## Il brano
Il termine "Unskinny Bop", come rivelato dal chitarrista C.C. DeVille, non ha alcun significato: si trattava soltanto di un nome provvisorio, utilizzato perché si adattava foneticamente all'idea musicale di partenza, ma piacque così tanto al produttore Bruce Fairbairn che questi insistette per averlo come titolo finale. Il singolo, così come l'album, include una intro strumentale acustica chiamata Swampjuice (Soul-O)

## Tracce
1. Swampjuice (Soul-O) – 1:26
2. Unskinny Bop – 3:47
3. Valley of Lost Souls – 3:57

## Classifiche
| Classifica (1990)             | Posizione massima |
| ----------------------------- | ----------------- |
| Australia                     | 7                 |
| Canada                        | 3                 |
| Finlandia                     | 21                |
| Irlanda                       | 24                |
| Italia                        | 36                |
| Nuova Zelanda                 | 3                 |
| Paesi Bassi                   | 34                |
| Regno Unito                   | 15                |
| Stati Uniti                   | 3                 |
| Stati Uniti (mainstream rock) | 5                 |
| Svezia                        | 19                |